# Enrique Bondia
Enrique Bondia Domper (ur. 15 lipca 1946 w Barcelonie) – hiszpański lekkoatleta, średniodystansowiec.
Wystąpił na europejskich igrzyskach halowych w 1967 w sztafecie szwedzkiej 1+2+3+4 okrążenia, lecz zespół hiszpański nie ukończył biegu eliminacyjnego.
Zdobył srebrny medal w sztafecie 3 × 1000 metrów na europejskich igrzyskach halowych w 1968 w Madrycie (sztafeta hiszpańska biegła w składzie: Alberto Esteban, Bondia i Virgilio González).
Był mistrzem Hiszpanii w biegu na 800 metrów w 1968, a w hali mistrzem Hiszpanii w biegu na 600 metrów w 1967.
Dwukrotnie poprawiał rekord Hiszpanii w sztafecie 4 × 400 metrów do czasu 3:07,4 (20 lipca 1969 w Madrycie).